# Orés
Orés est une commune d’Espagne, dans la province de Saragosse, communauté autonome d'Aragon, de la comarque de Cinco Villas.

## Géographie
Orés se trouve à une distance de 104 km de la ville de Saragosse, capitale de la province et de l'Aragon, et à 28 km d'Ejea de los Caballeros, la capitale de Cinco Villas et du district judiciaire. Les coordonnées géographiques d'Orés sont : 42° 17′ N, 1° 00′ W. Elle est à 647 mètres du niveau de la mer. Elle est au pied de la Sierra de Luna, entre les fleuves Farasdués ou Agonía et Arba de Biel.
Du point de vue linguistique, elle se trouve au milieu de la frontière ou isoglosse entre l'aragonais et le castillan, dans le domaine linguistique castillan mais avec un substrat lexical riche et large, quoiqu'on ne conserve pas des traits morphosyntactiques de l'aragonais comme l'emploi des articles et le complément en/ne qui est conservé aux hameaux prochains comme O Frago et Biel.